# حمام شاهي

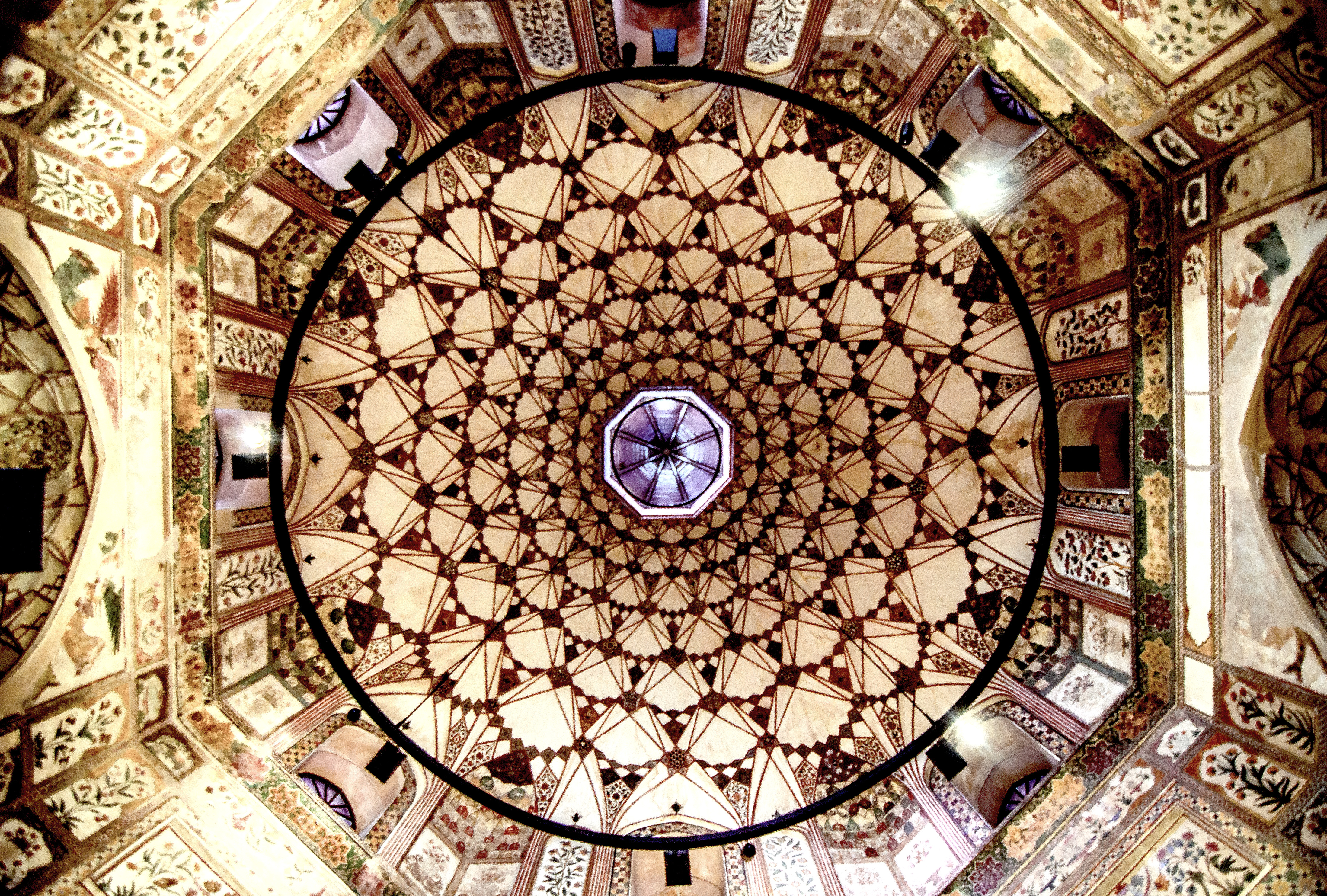
حُوفظ على اللوحات الجدارية الموجودة تحت القبة الرئيسة حيث رُممَت.

حمام شاهي (من البنجابية، تعني: 'الحمامات الملكية')، والمعروفة أيضًا باسم حمام وزير خان، هو حمام عام بُني في لاهور، في البنجاب الباكستانية، في عام 1635 م في عهد الإمبراطور شاه جهان، وهي دُرة من العمارة الإسلامية في جنوب آسيا. تبناها كبير الأطباء في البلاط المغولي، علم الدين الأنصاري، الذي كان معروفًا على نطاق واسع باسم وزير خان [الإنجليزية]. بُني الحمام ليكون بمثابة وقف لصيانة مسجد وزير خان.
في العصر الحديث، اختفَت الحاجة إلى الحمامات العامة في العالم الإسلامي، فلم تعد تُستخدم كحمام تقليدي، بل رُممَت بين عامي 2013 و2015 من مؤسسة آغا خان للثقافة (مؤسسة شيعية للمحافظة على التراث الإسلامي) مع مساعدات من هيئة مدينة لاهور المسورة (مؤسسة باكستانية للمحافظة على آثار مدينة لاهور القديمة)، مع توفير معظم التمويل من حكومة النرويج. حصل مشروع الترميم على جائزة الاستحقاق من اليونسكو في عام 2016 لنجاحه في الحفاظ على الحمام والذي أعاده إلى "مكانته السابقة".

## الموقع
يقع حمام شاهي داخل مدينة لاهور المسورة، على بعد خطوات من بوابة دلهي [الإنجليزية]. حمام شاهي هو آخر حمام من العصر المغولي المتبقي في لاهور.

## الخلفية
خلال عصر سلطنة مغول الهند، قُدمَت الحمامات العامة بتصميم فارسي على الرغم من أنها لم تحقق نفس مستويات الشعبية في الإمبراطورية المغولية كما فعلت في بلاد فارس أو الدولة العثمانية.

## التاريخ
بُني حمام شاهي في عام 1635 من علم الدين أنصاري، حاكم لاهور، كجزء من الوقف الذي شمل مسجد وزير خان. أصبحت الحمامات غير مستخدمة بحلول القرن الثامن عشر أثناء انحدار وسقوط سلطنة مغول الهند؛ خاصةً مع الغزو البريطاني. منذ الفترة البريطانية المبكرة فصاعدًا، اُستخدم المبنى لأغراض مختلفة كمدرسة ابتدائية، ومستوصف، ومركز ترفيهي بالإضافة إلى مكتب للبلدية المحلية. بالإضافة إلى ذلك، بُنيَت المحلات التجارية في الواجهات الشمالية والغربية والجنوبية للمبنى.
كشفت الحفريات التي أجريت كجزء من أعمال الترميم التي اكتملت في عام 2015 أن أجزاء كبيرة من المبنى قد تم هدمها سابقًا، مما قد يفسح المجال لإعادة بناء مبنى بوابة دلهي في ستينيات القرن التاسع عشر.

## التَخطِيط

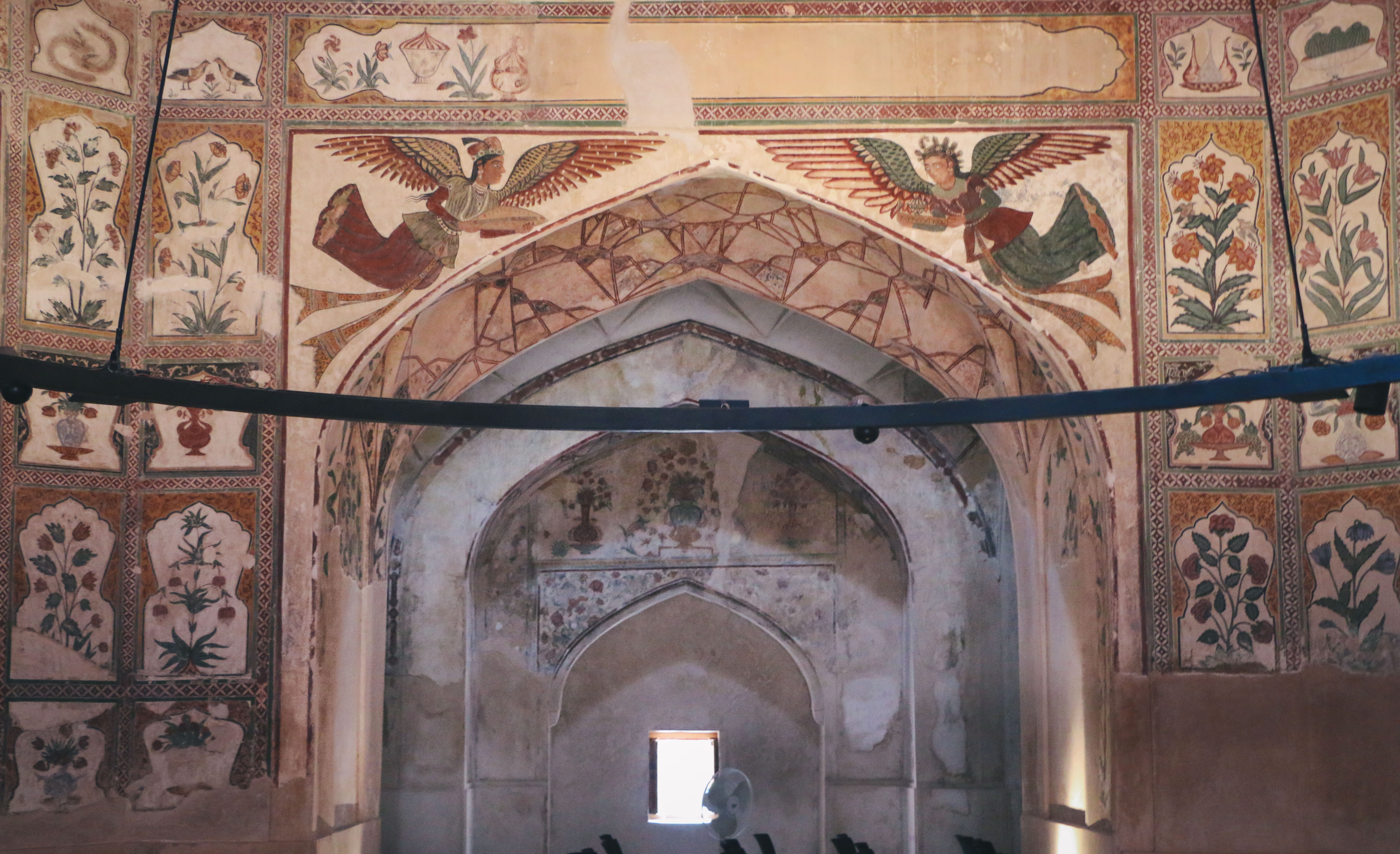
وقد تم تزيين بعض الجدران بلوحات جدارية من العصر المغولي والتي لا تزال سليمة حتى الآن.

يتكون الحمام من ثلاثة أجزاء: الجام خانا (منطقة تغيير الملابس)، والنيم جارم (الحمامات الدافئة)، والجارم (الحمامات الساخنة). كانت الحمامات منفصلة للجنسين، وتحتوي على غرفة استقبال بالإضافة إلى غرفة صغيرة للصلاة.

### العمارة
تماشيًا مع العمارة الإسلامية، أُضيء الحمامات بأشعة الشمس التي كانت تتسرب من خلال عدة فتحات في سقف الحمام والتي ساعدت أيضا في التهوية. إن معظم الأجزاء الداخلية للحمام سليمة، مع العديد من اللوحات الجدارية التي تعود إلى العصر المغولي. نظرًا لأن الواجهة كانت تحتوي على عدد قليل من النوافذ، فقد سُمح للمتاجر التجارية بالعمل على طول الجدران الخارجية للحمام.

## العناية

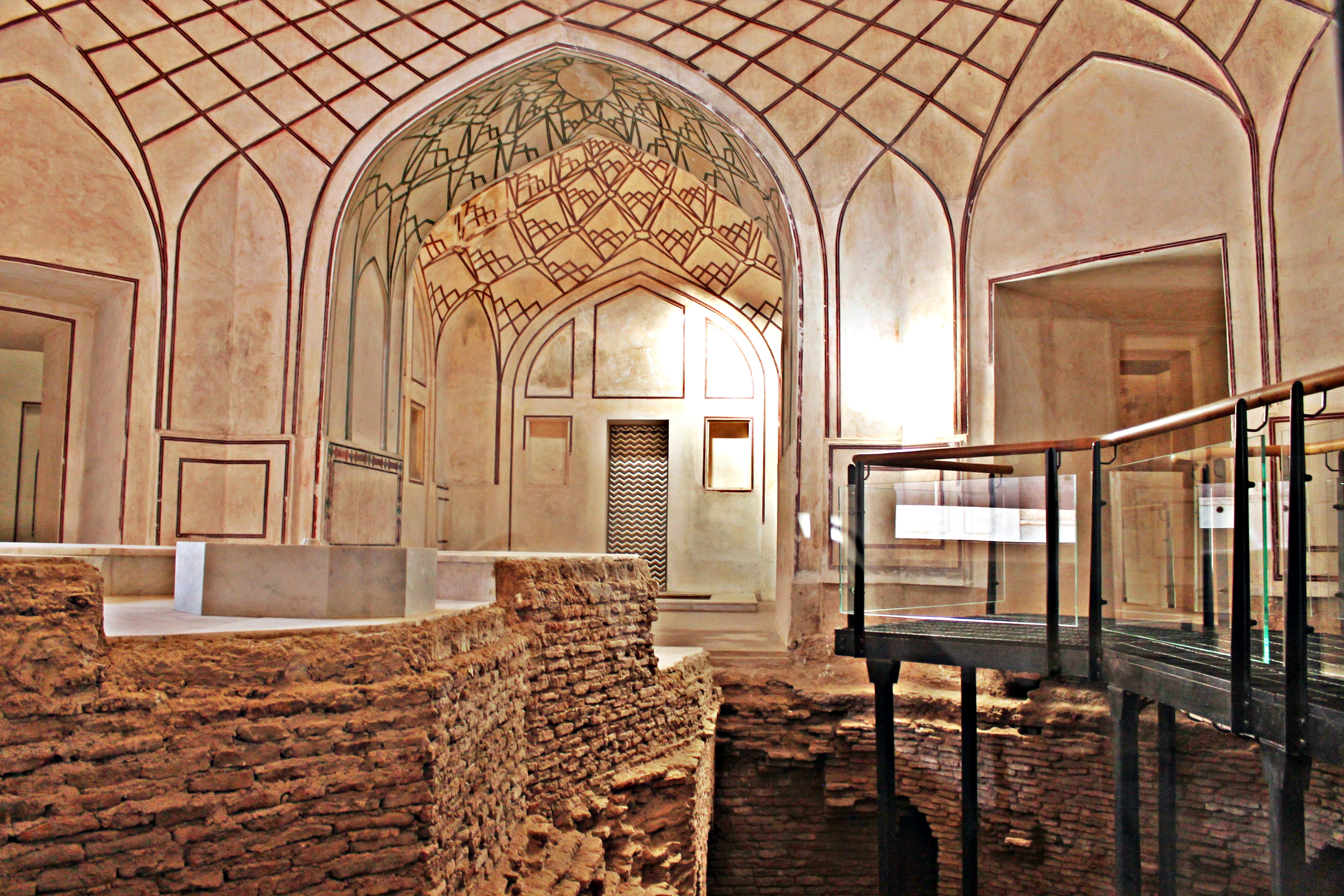
جُدد الحمام مؤخرًا.

بدأت مؤسسة الآغا خان للثقافة (AKTC)، وهي مؤسسة شيعية معنيّة بالمحافظة على التراث الإسلامي، أعمال الترميم في الحمامات للحفاظ على المساحة، واستعادة التصميم الأصلي للمبنى، وكشف اللوحات الجدارية التي تعود إلى العصر المغولي والتي كانت تزين جدران المبنى والحفاظ عليها؛ وقد بحثَت المؤسسة على تمويل حول العالم، واستطاعَت الحصول على منحة مالية من حكومة النرويج. اكتملَت الأعمال في عام 2015، ويقال إن التحسينات قد حسّنَت البيئة المحيطة "بشكل كبير" في الحي.
في عام 2016، منحت اليونسكو مشروع ترميم حمام شاهي جائزة الاستحقاق "لدرجة عالية من الكفاءة التقنية" و"لإعادة حمام شاهي المزخرف إلى مكانته السابقة".
كشفت الحفريات عن وجود نظام تسخين مياه، وأنظمة صرف صحي، وبقايا تحت أرضية من خزانات التدفئة المركزية.

## معرض الصور

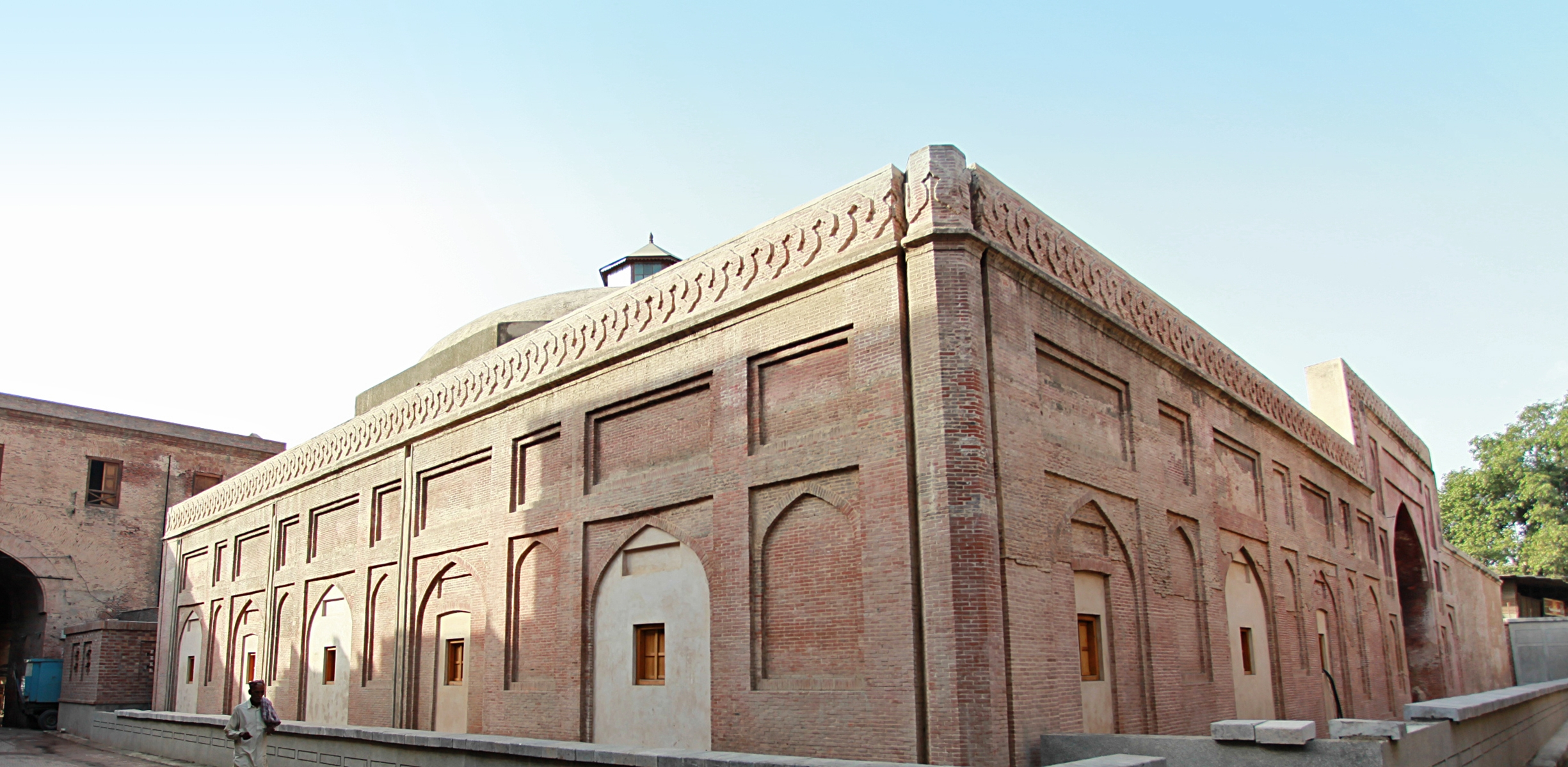
تم ترميم الجزء الخارجي من الحمامات
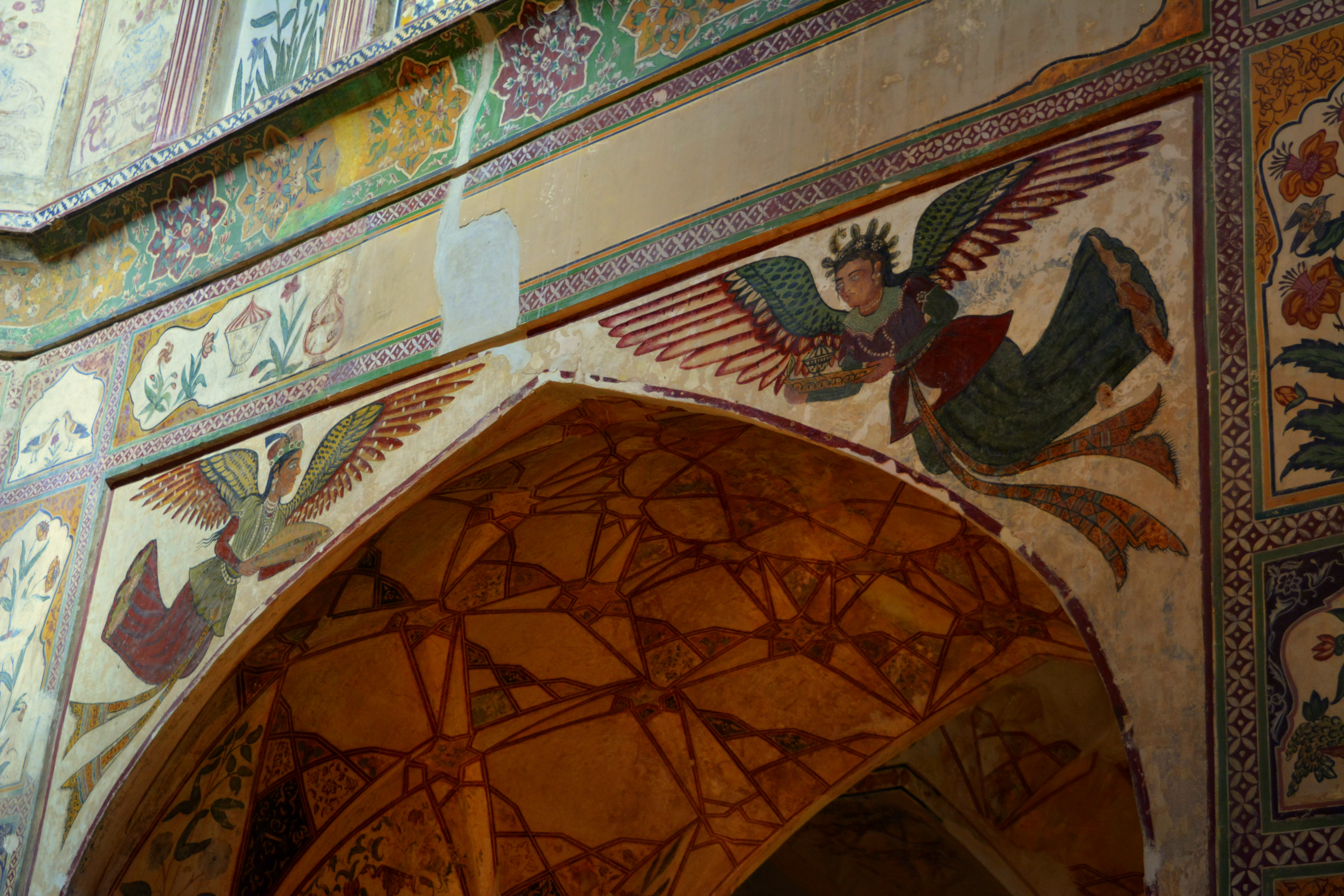
تتميز الحمامات بلوحات جدارية تصور ملائكة مجنحة
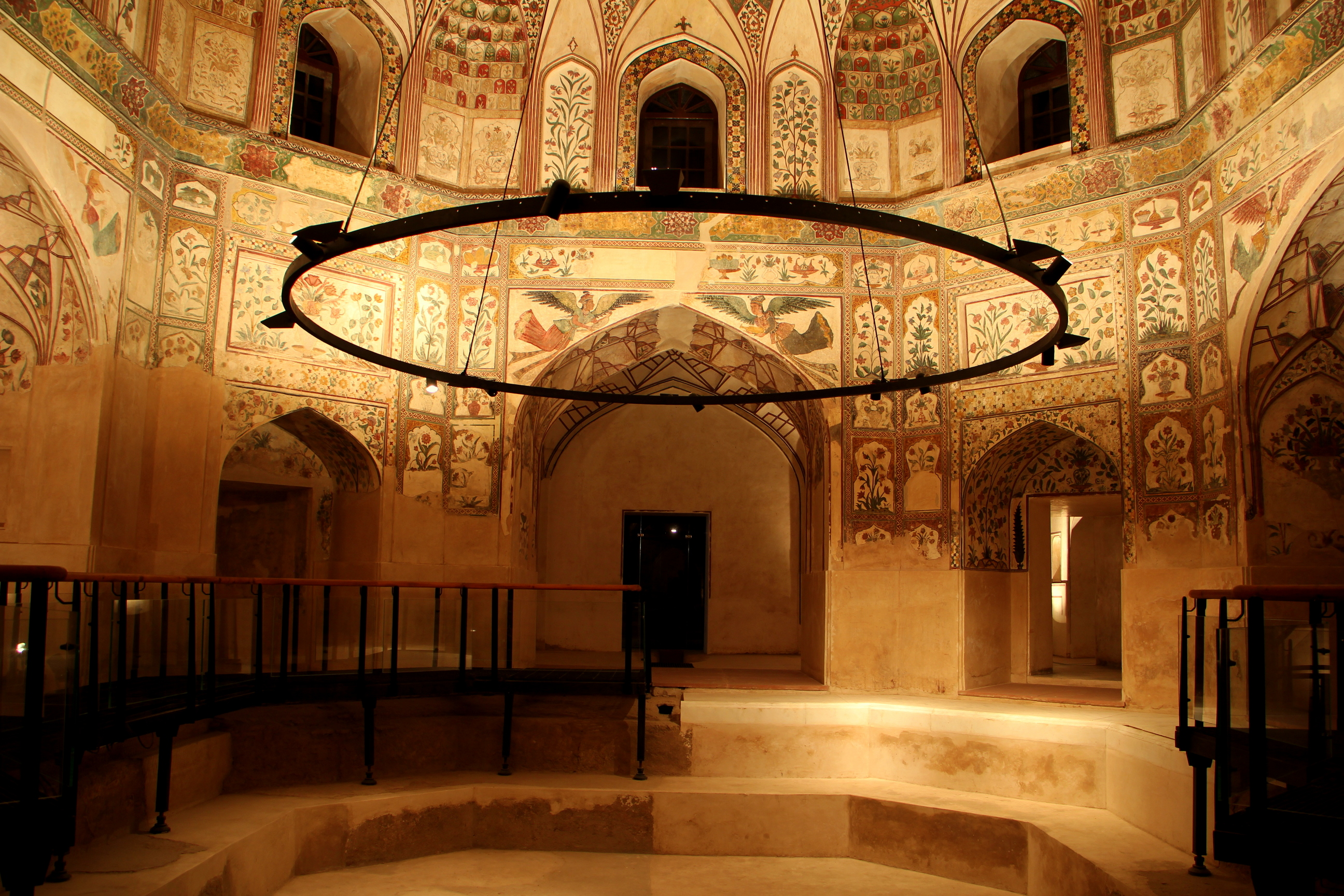
تم تزيين غرفة التبريد في الحمامات بشكل متقن باللوحات الجدارية
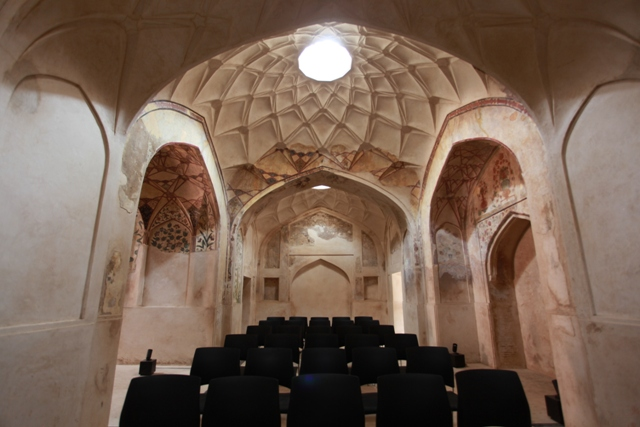
يتم استخدام الغرف الجانبية كقاعة
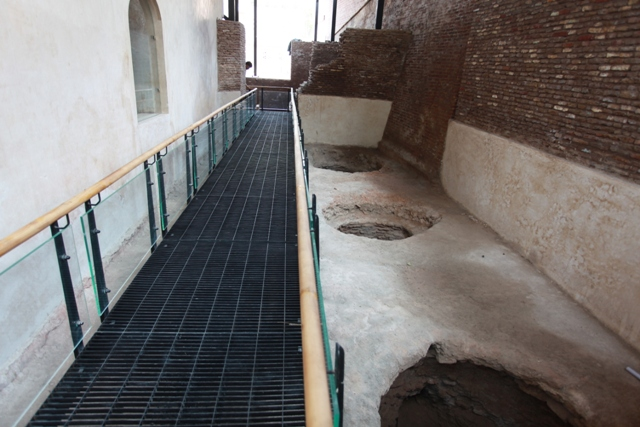
تم إنشاء ممرات مرتفعة لتجنب إلحاق الضرر بالموقع المستعاد
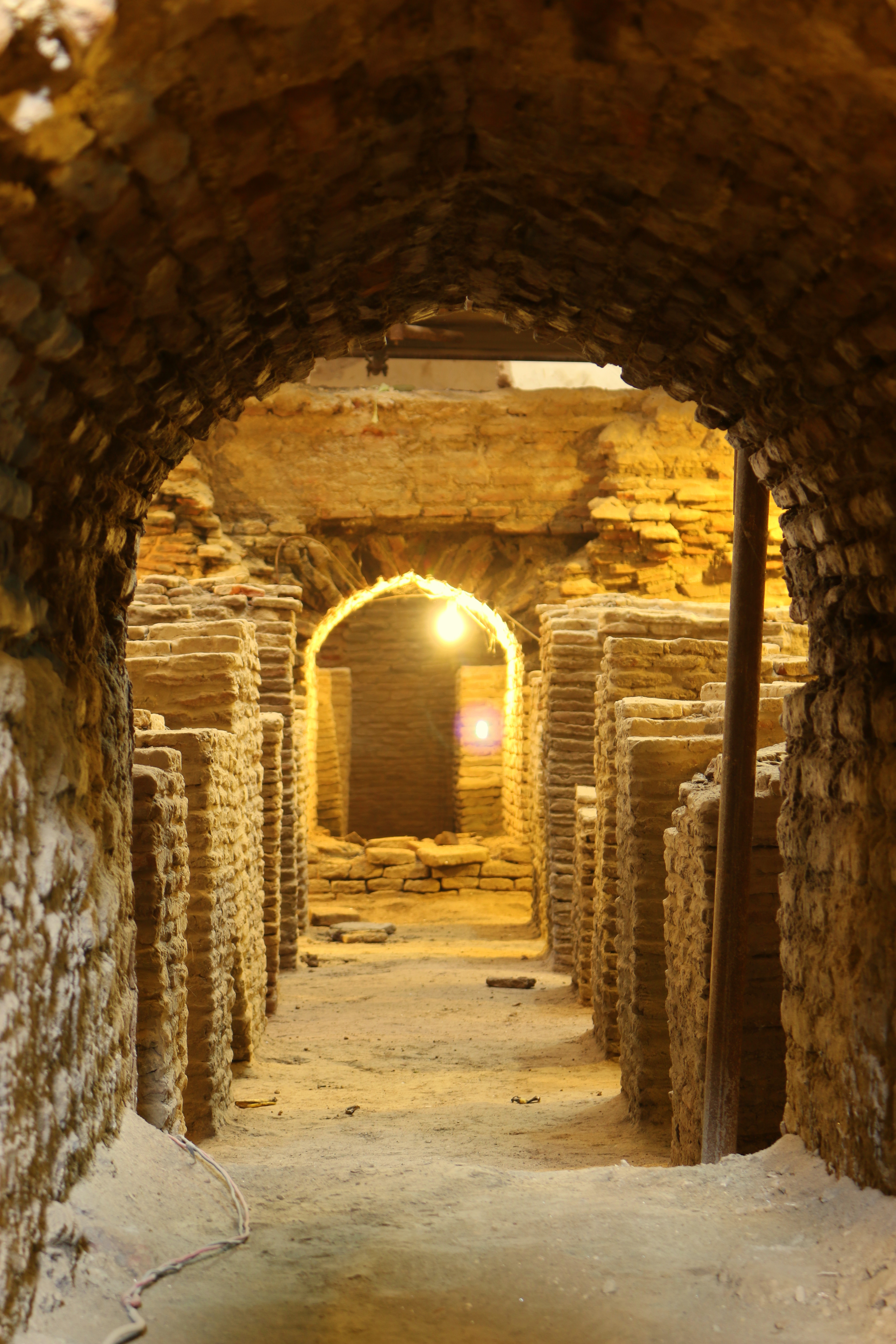
تم الكشف عن المستويات السفلية للحمام
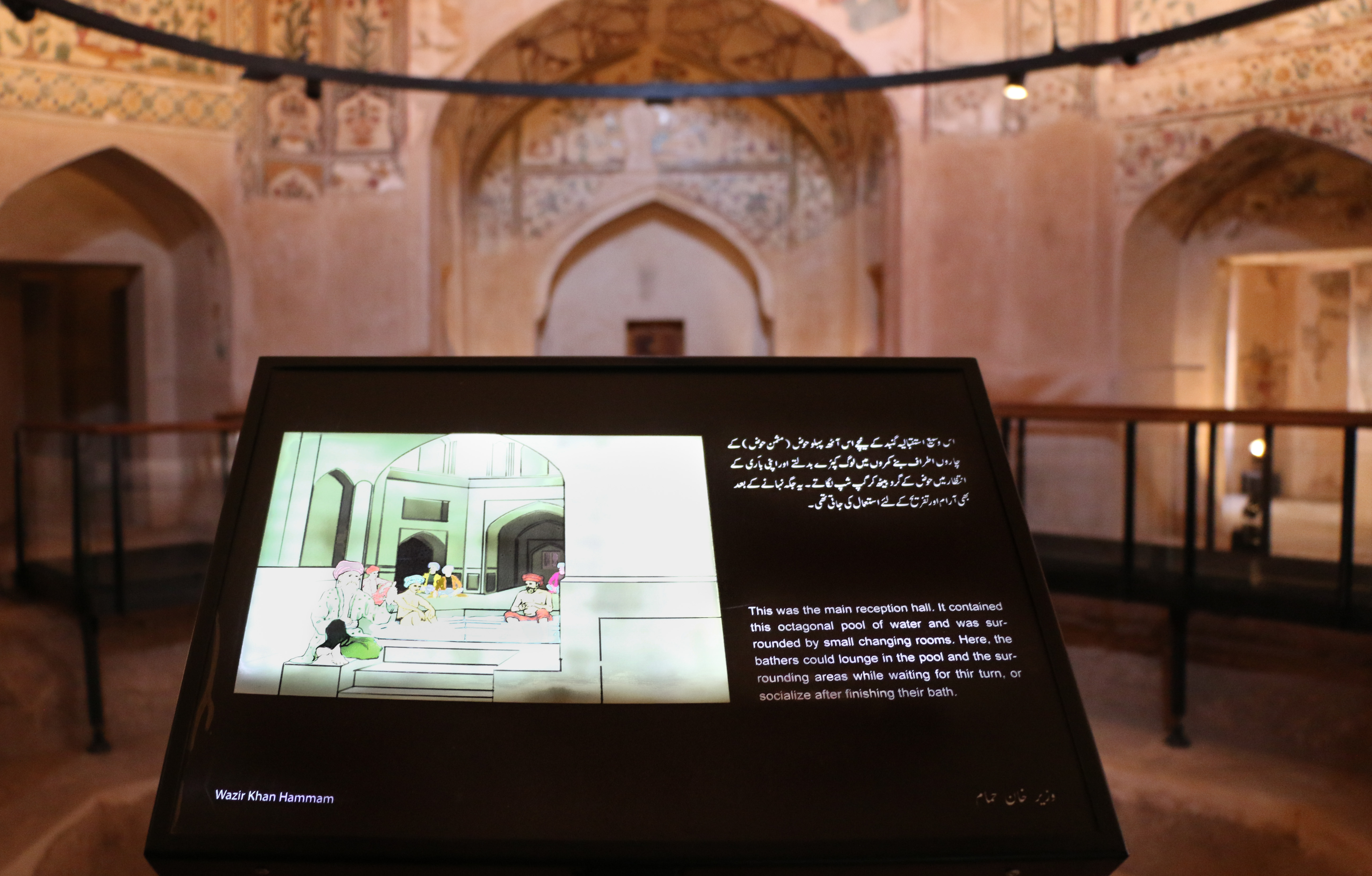
تتميز الحمامات بشاشات إعلامية جديدة
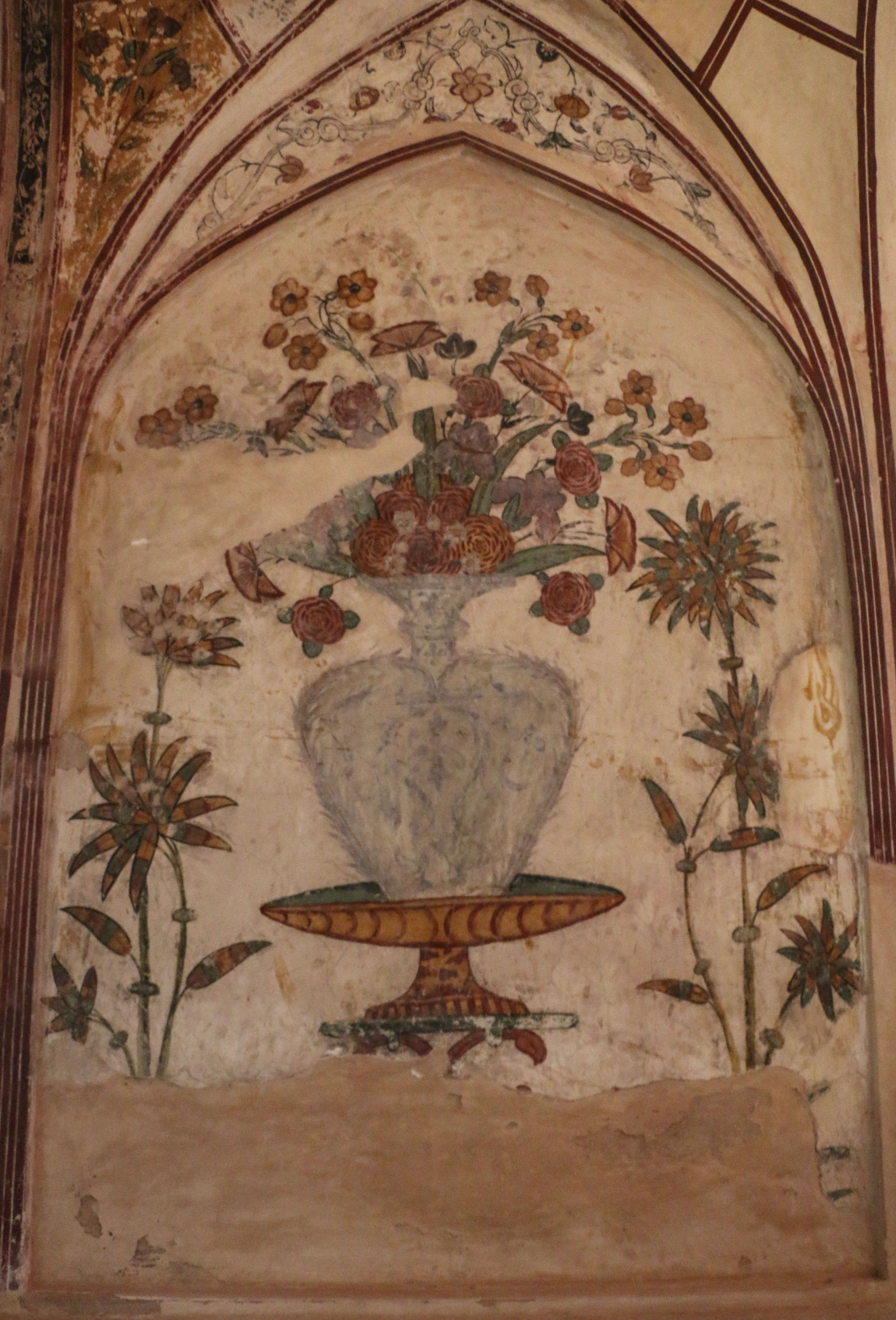
أمثلة على اللوحات الجدارية للحمامات
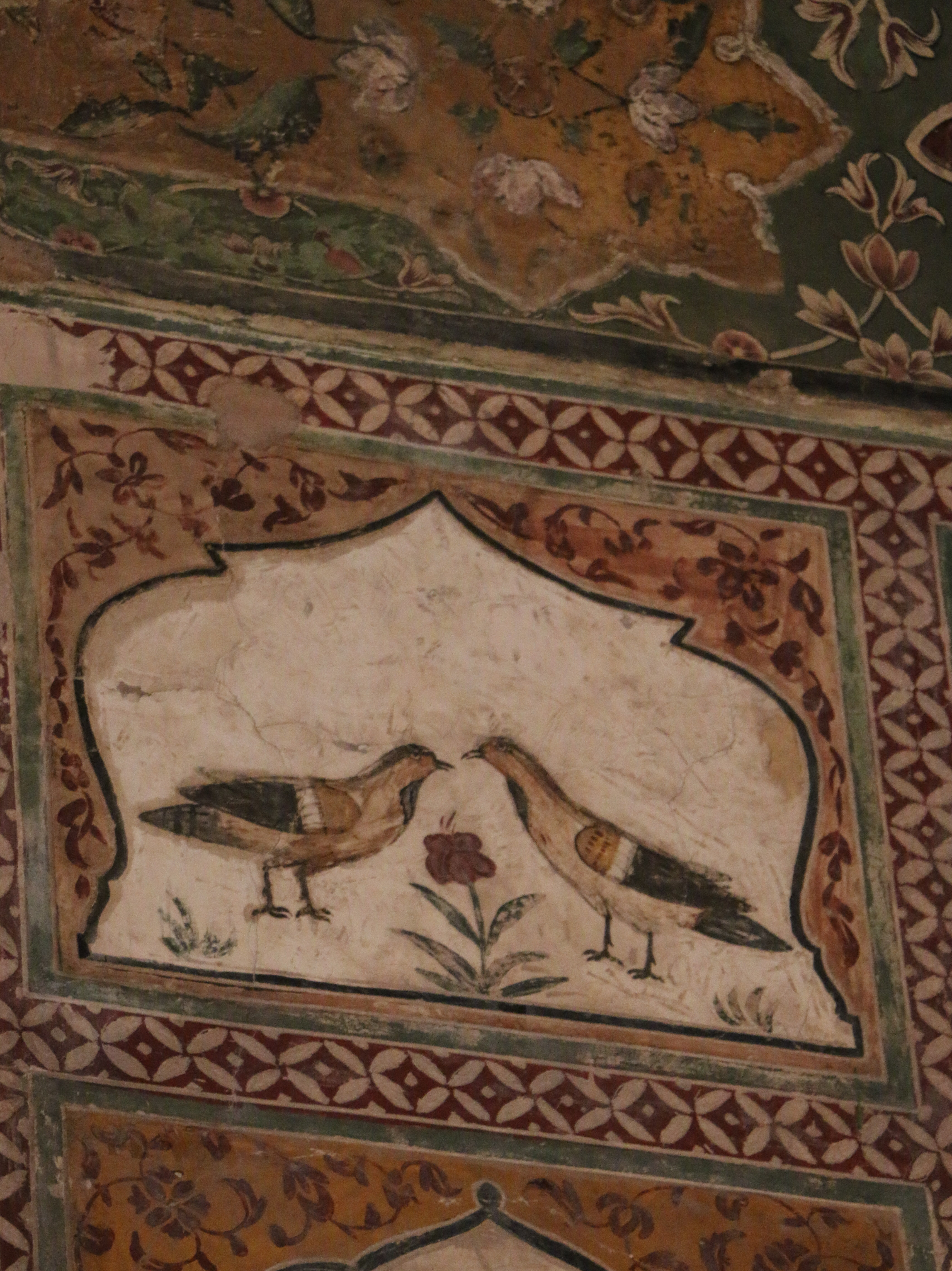
أمثلة على اللوحات الجدارية للحمامات
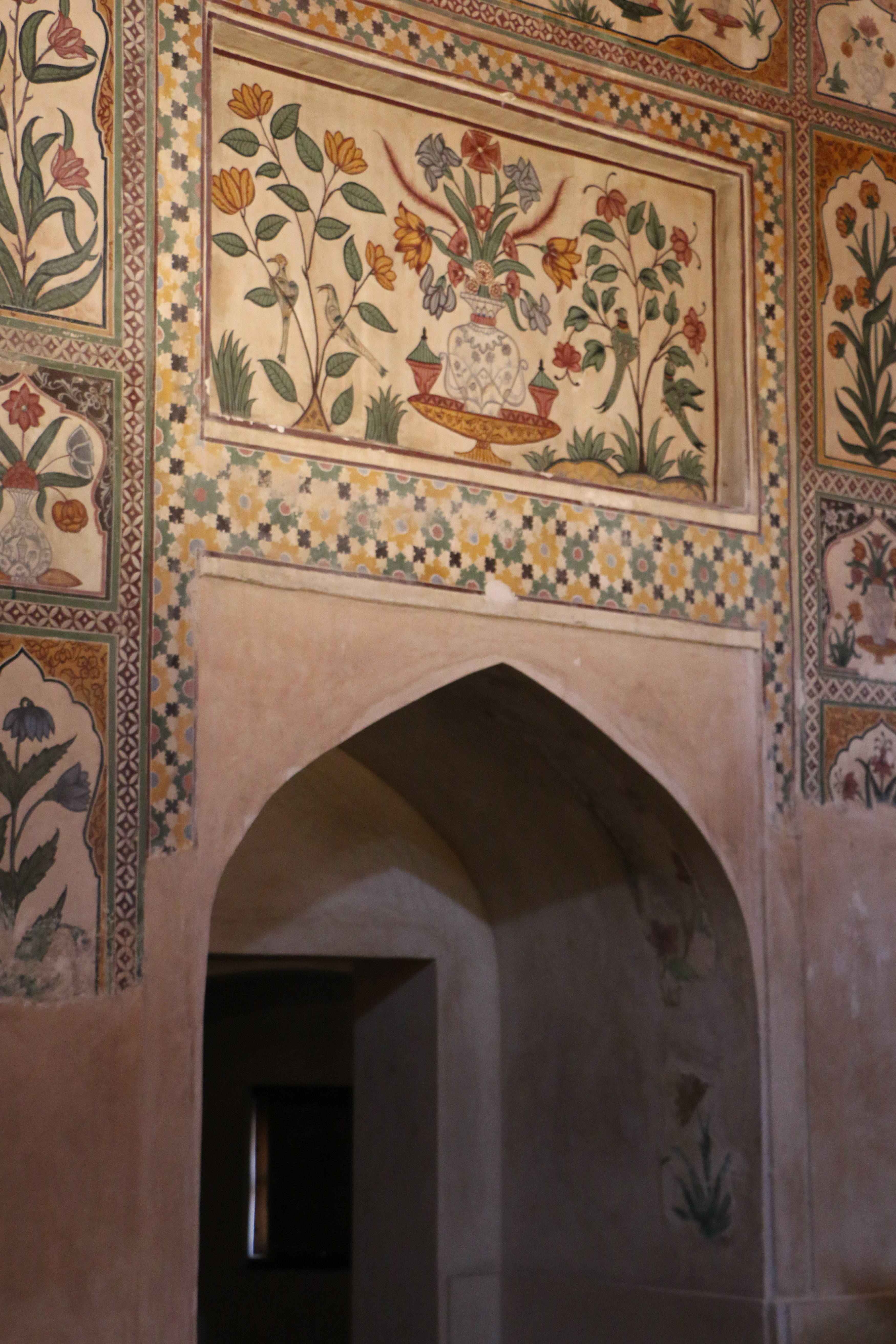
أمثلة على اللوحات الجدارية للحمامات
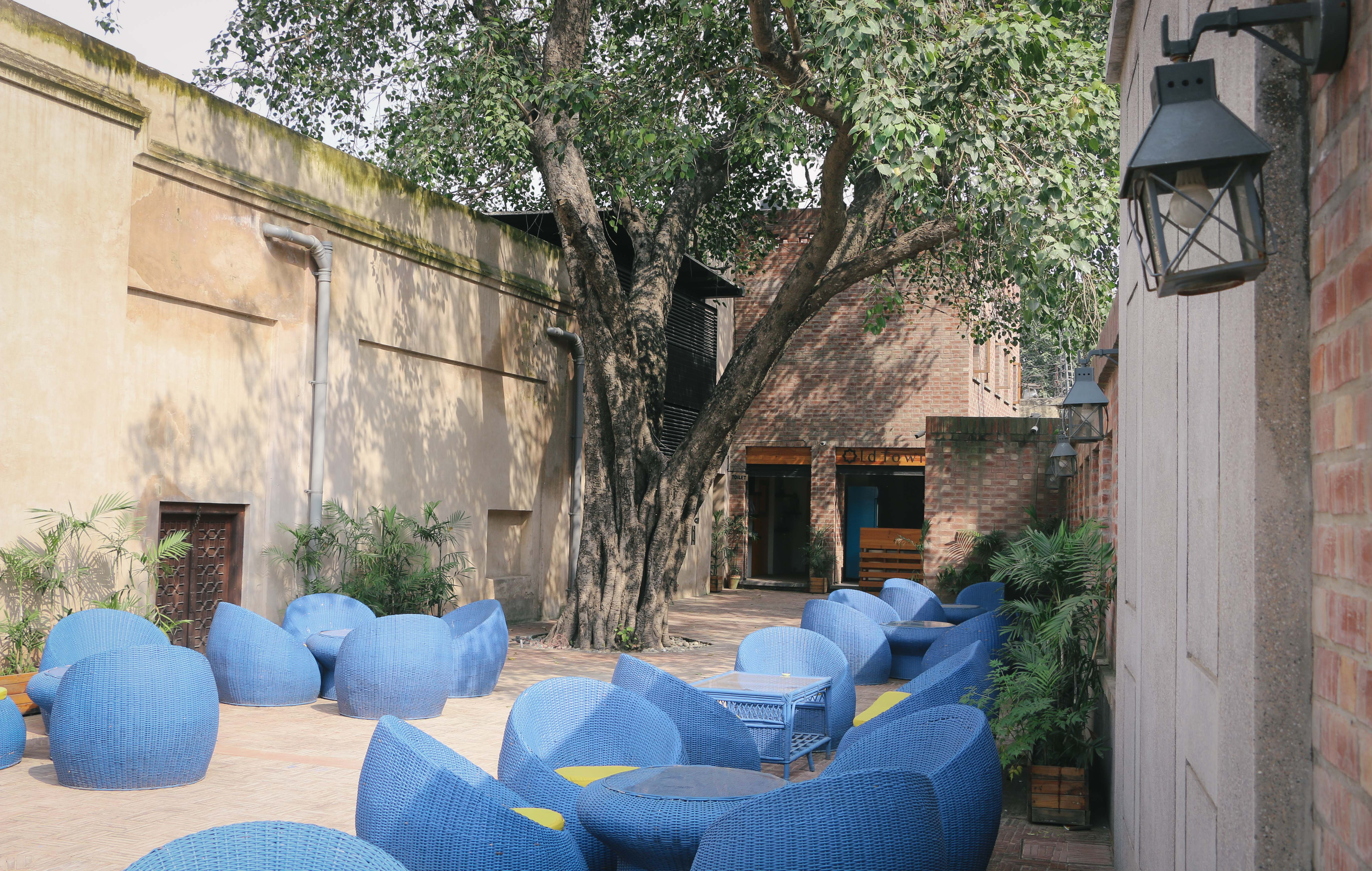
تتميز الحمامات بوجود مقهى
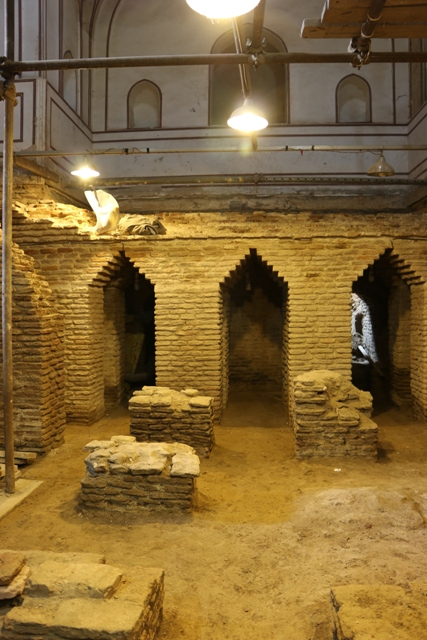
هيبوكوست
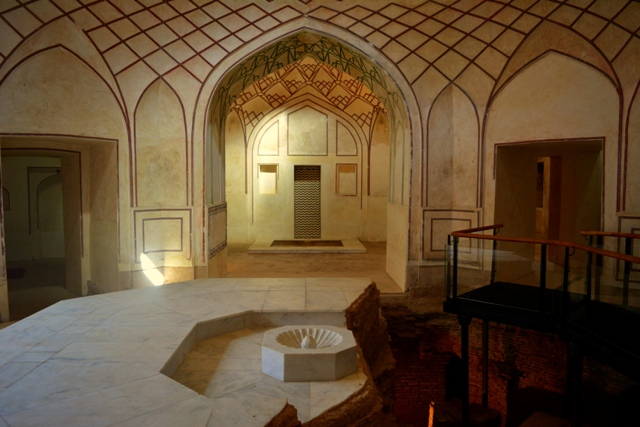
يتميز حمام البخار بزخارف أكثر تحفظًا
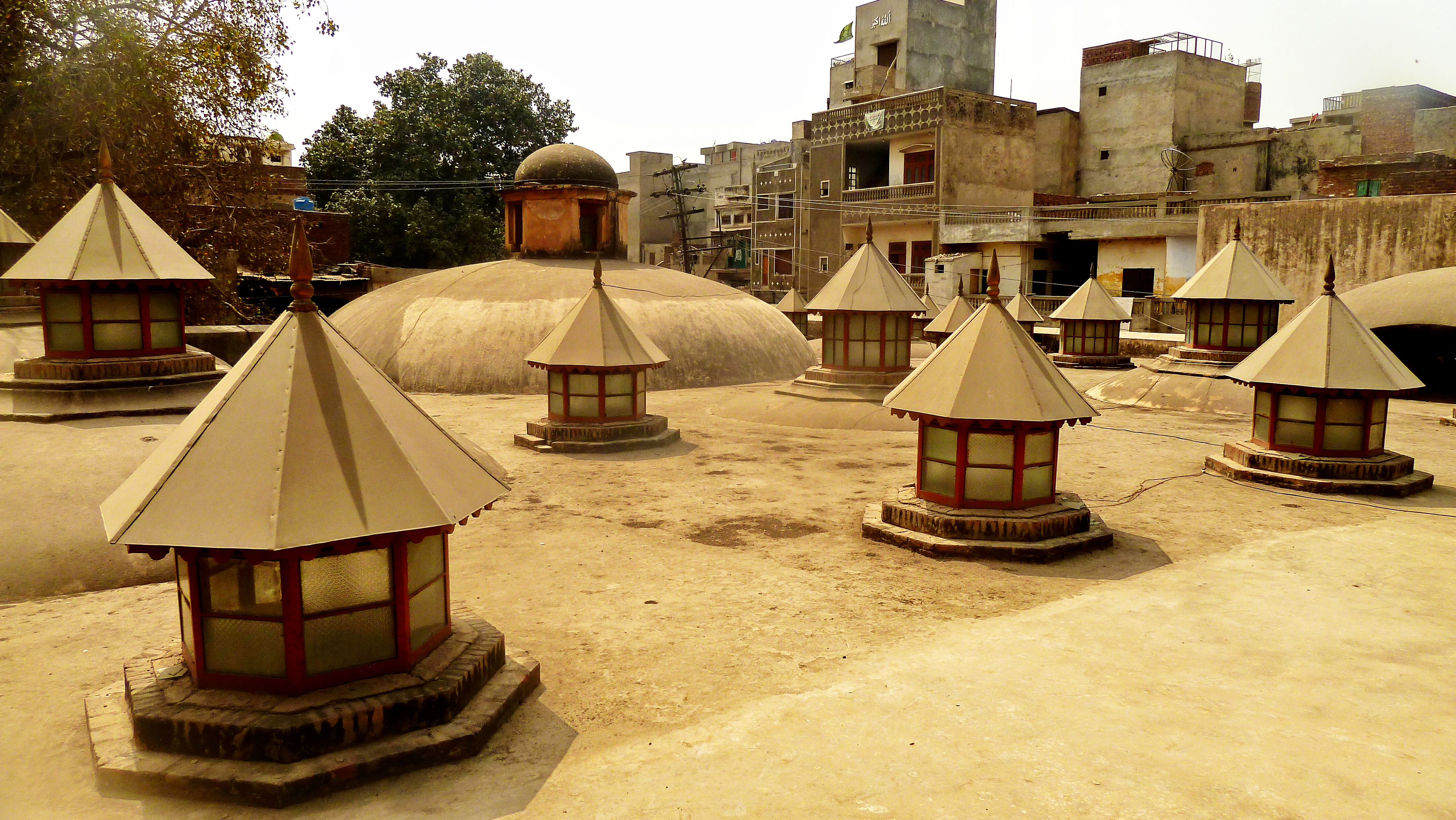
قبة وفتحات تهوية في سقف حمام الشاهي
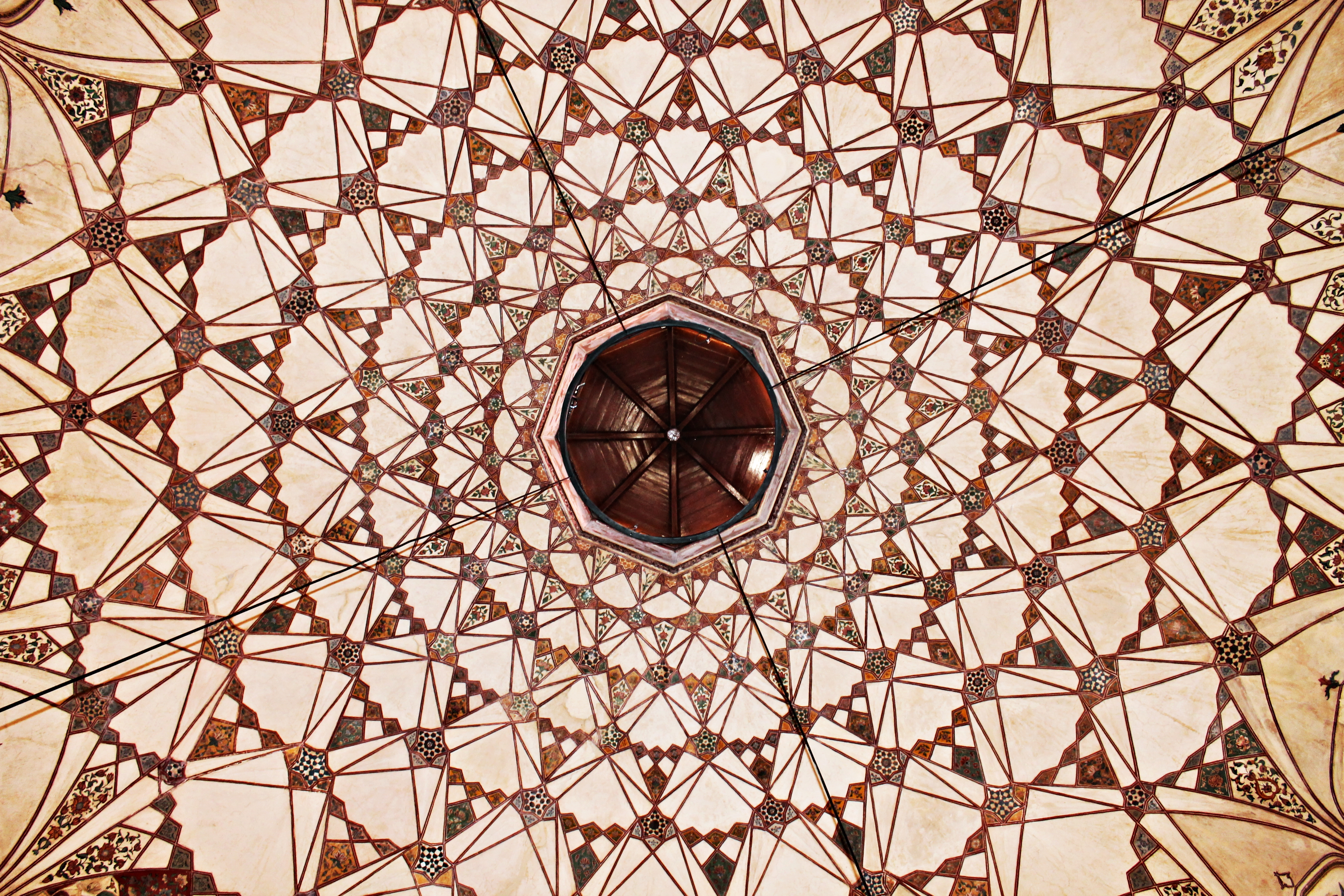
تتميز القبة المركزية للغرفة الباردة بلوحات جدارية هندسية
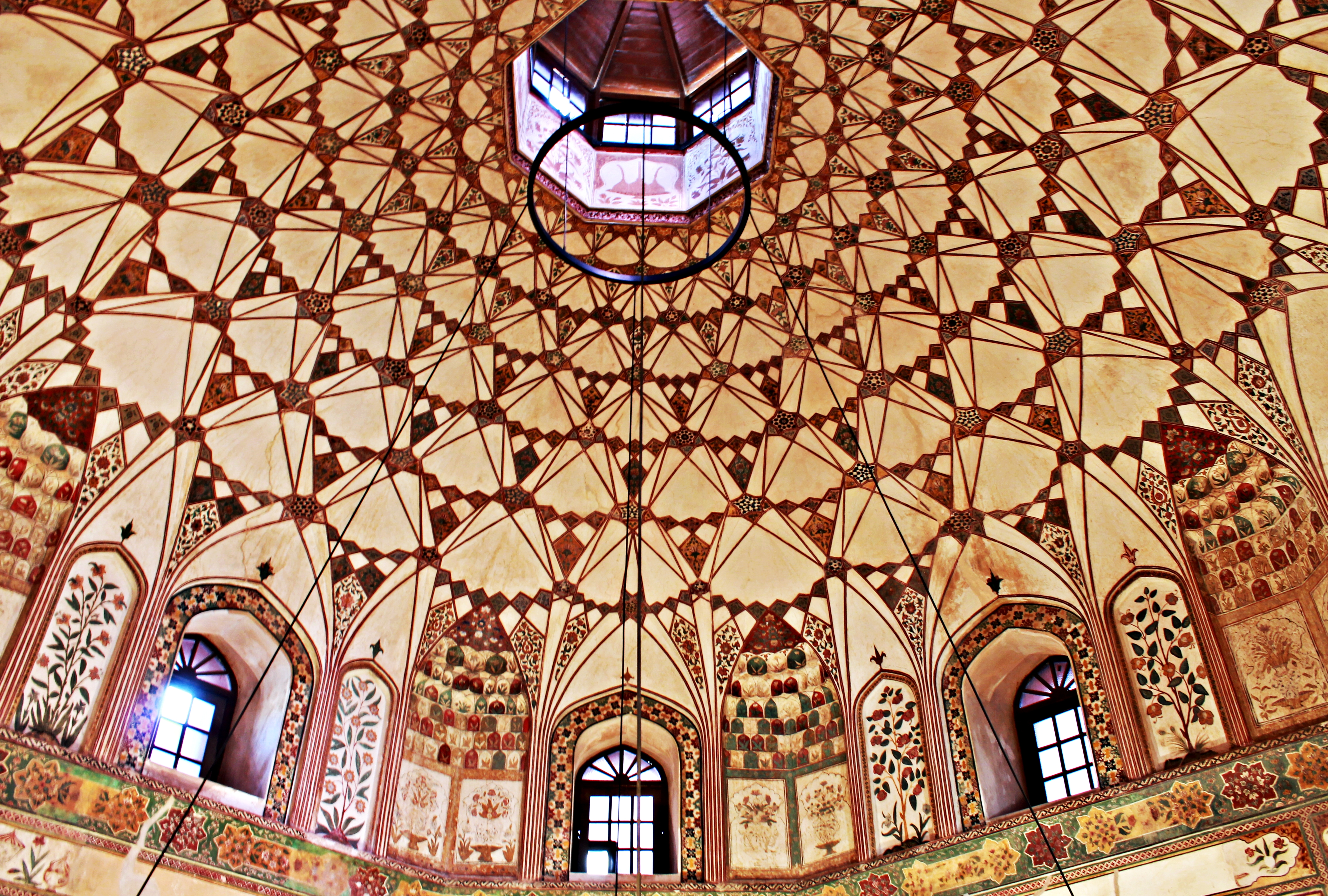
تتميز القبة المركزية للغرفة الباردة بلوحات جدارية هندسية
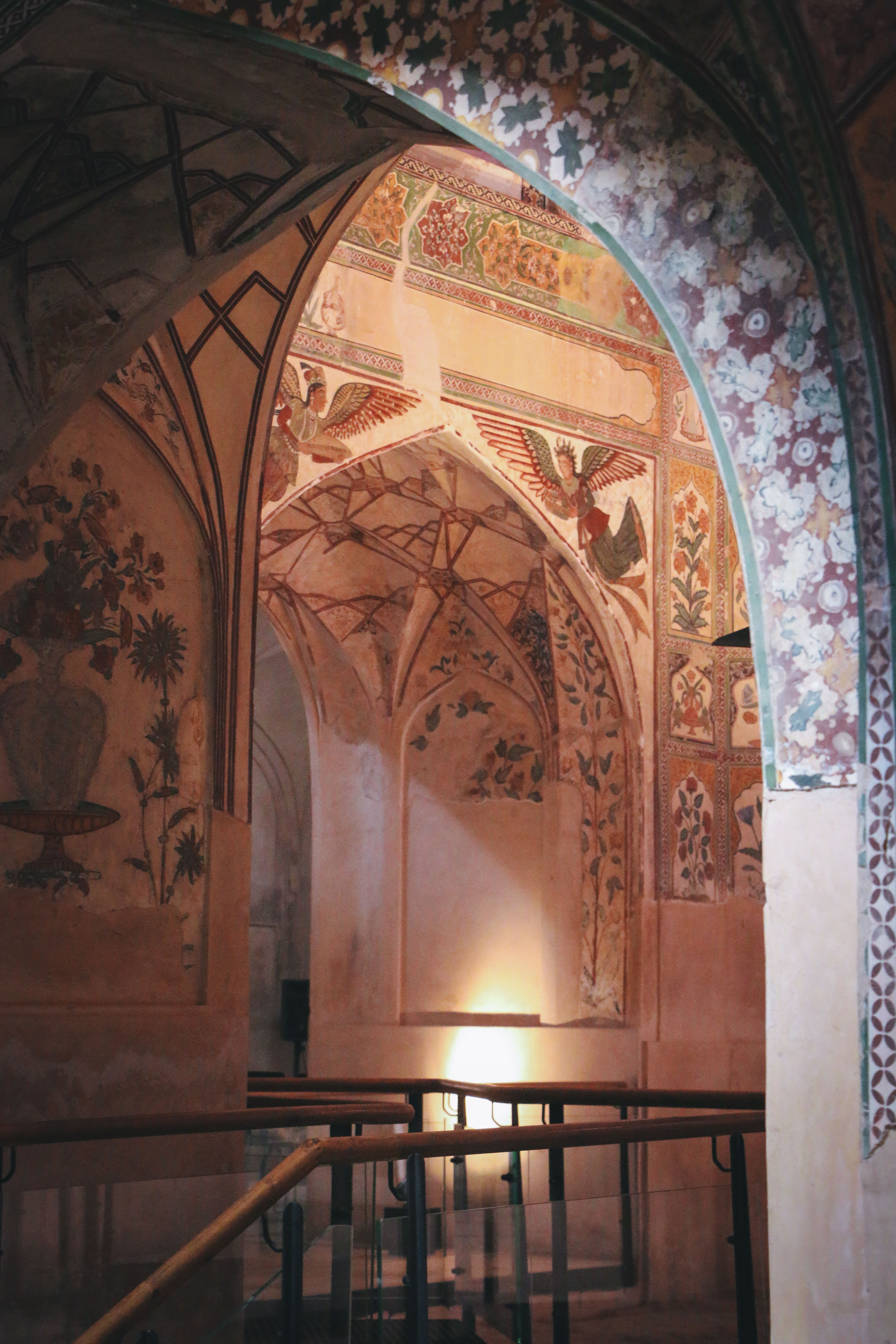
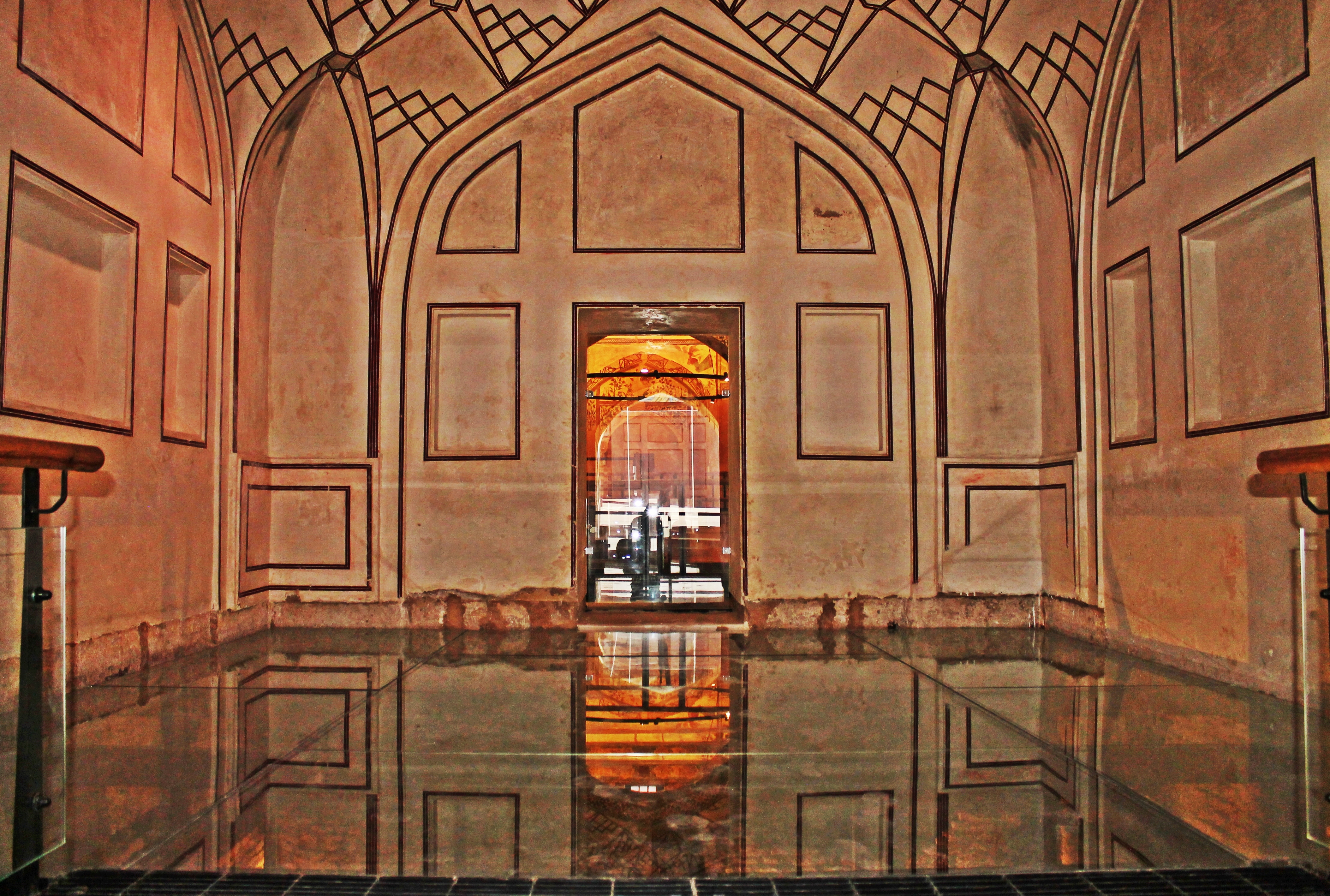
وقد تم الآن تغطية بعض الأجزاء المكتشفة بالزجاج الواقي ليتمكن الزوار من الوقوف عليها.
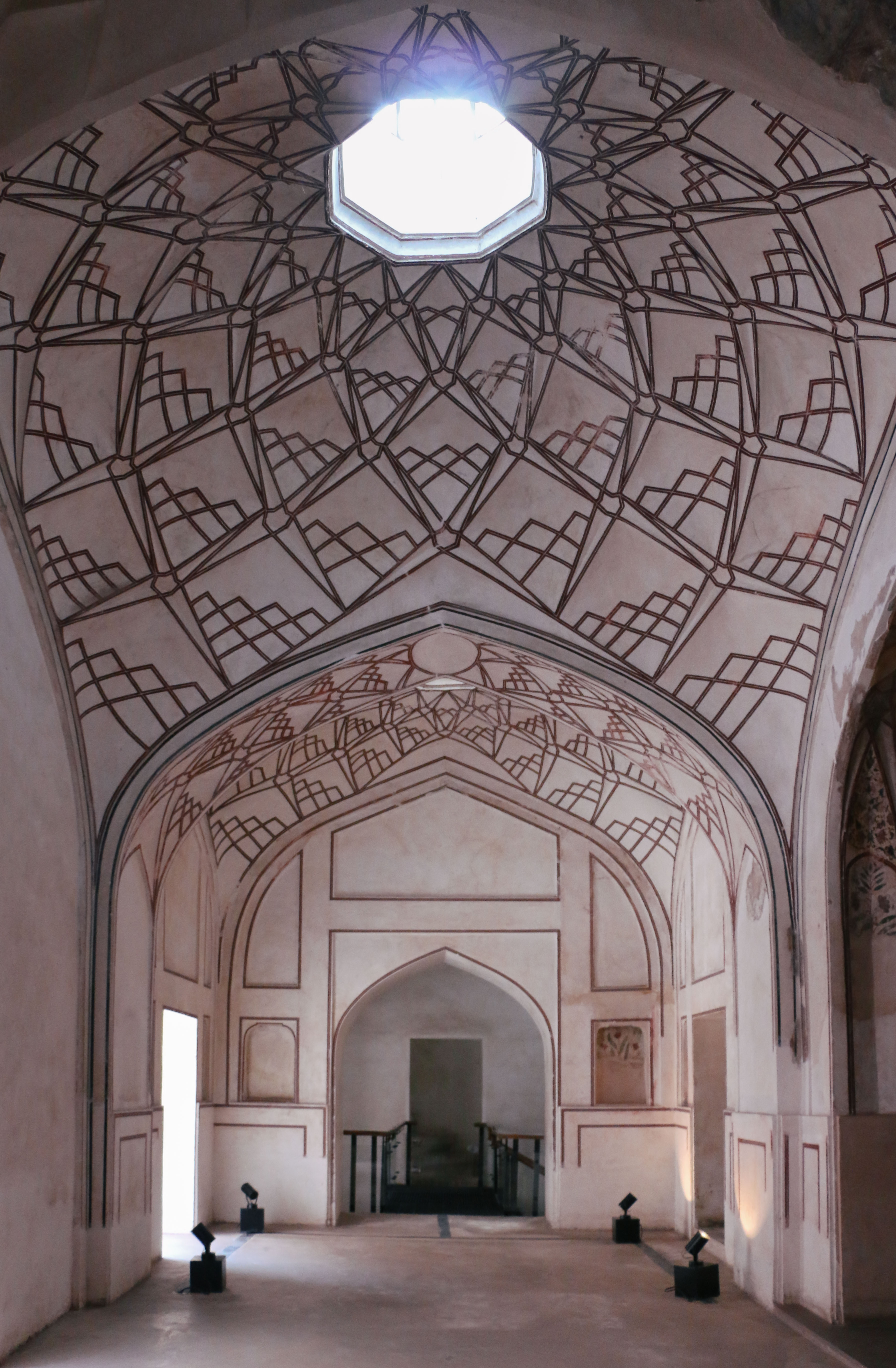
تتميز الغرف الجانبية أيضًا بتصميمات سقف هندسية

## قراءة إضافية
- خان، أحمد نبي. العمارة الإسلامية في باكستان: عرض تحليلي . إسلام آباد: المجلس الوطني للهجرة، 1990.
- كوش، إيبا. العمارة المغولية نيودلهي: مطبعة جامعة أكسفورد، 2002.
- ميشيل، جورج (المحرر). العمارة في العالم الإسلامي: تاريخها ومعناها الاجتماعي ، لندن: ثامز أند هدسون، 1978.
- محمد ولي الله خان. لاهور ومعالمها المهمة كراتشي: مطبعة أنجمان، 1973.
- ممتاز، كامل خان. الهندسة المعمارية في الباكستان . سنغافورة: شركة كونسيبت ميديا بي تي إي المحدودة، 1985.
- راجبوت، أ. ب. العمارة في باكستان كراتشي: منشورات باكستان، 1963.